# مرتضی محجوبی
مرتضی محجوبی (زادهٔ ۱۲۷۸ خورشیدی در تهران – درگذشتهٔ ۱ فروردین ۱۳۴۴)، نوازنده پیانو اهل ایران بود. او از بنیان‌گذاران موسیقی ملی ایران به‌شمار می‌رود. وی سال‌ها تکنواز پیانو در برنامه گل‌های رنگارنگ بود. مرتضی محجوبی در محافل هنری ایران به نام مرتضی‌خان یا مرتضی‌خان محجوبی معروف بوده‌است. وی برادر رضا محجوبی بود.

## زندگی
مرتضی محجوبی فرزند عباسعلی، معروف به ناظر، سال ۱۲۷۸ در تهران متولد شد. بودن پیانو در منزلشان و آشنایی مادرش فخرالسادات با آن، وی را به سوی این ساز کشاند.
او برای تعلیم موسیقی به حسین هنگ‌آفرین معروف به حسین‌خان «ر» سپرده شد. در ده سالگی هنگام کنسرت عده‌ای از هنرمندان در سالن سینما فارووس، آواز عارف قزوینی را با پیانو همراهی کرد. مرتضی به زودی سرآمد نوازندگان پیانو در زمان خود شد.
اهمیت کار محجوبی در این است که با سازی کاملاً اروپایی، موسیقی ایرانی را به خوبی می‌نواخت. این نحوهٔ نوازندگی خاصِ خود او بود و دقیقاً تأثیر یک ساز صددرصد اصیل و سنتی را در شنونده باقی می‌گذارد. بدین ترتیب محجوبی یکی از پایه‌گذاران موسیقی ملی ایران به حساب می‌آید.
وی علاوه بر نوازندگی، چندین تصنیف و پیش‌درآمد و رِنگ نیز تصنیف کرده‌است. تصنیف‌هایش پلی است میان تصنیف‌های عارف قزوینی و علی اکبر شیدا و تصنیف‌های زمانه‌اش. در کارش آثار قدما را مد نظر داشت ولی اثر خود را به صورتی جامع‌تر ارائه می‌داد. در این زمینه کافی است به تصنیف معروف او با مطلع «من از روز ازل دیوانه بودم» که با صدای غلامحسین بنان خوانده شده اشاره کرد.
لازم است ذکر شود که مصرع اول شعر «من از روز ازل دیوانه بودم» را خود مرتضی‌خان محجوبی سروده و باقی شعر از رهی معیری است.
مرتضی محجوبی نت نمی‌دانست، ولی برای خود نتی اختراع کرده بود که بی‌شباهت به خط سیاق نبود (خط سیاق علاماتی است در قدیم برای ثبت کردن وزن اجناس یا ارقام پول به کار می‌بردند). در اینباره پرویز یاحقی به شاپور بهروزی گفته‌است:
«آهنگی در دستگاه شور ساخته بودم، به نام «ای امید دل من کجایی» که از گلهای رنگارنگ ۱۷۲ پخش شد. هنگامی که به همهٔ اعضای ارکستر نت این تصنیف را برای اجرا دادم مرتضی محجوبی از من خواست، آهنگ تصنیف را با ویولون بنوازم و او آن را با علایم ویژهٔ خود پشت قوطی سیگار همای خود نوشت و عجب این بود که این آهنگ را همان مرتبه اول از همهٔ اعضای ارکستر بهتر و درست‌تر نواخت.»

### درگذشت

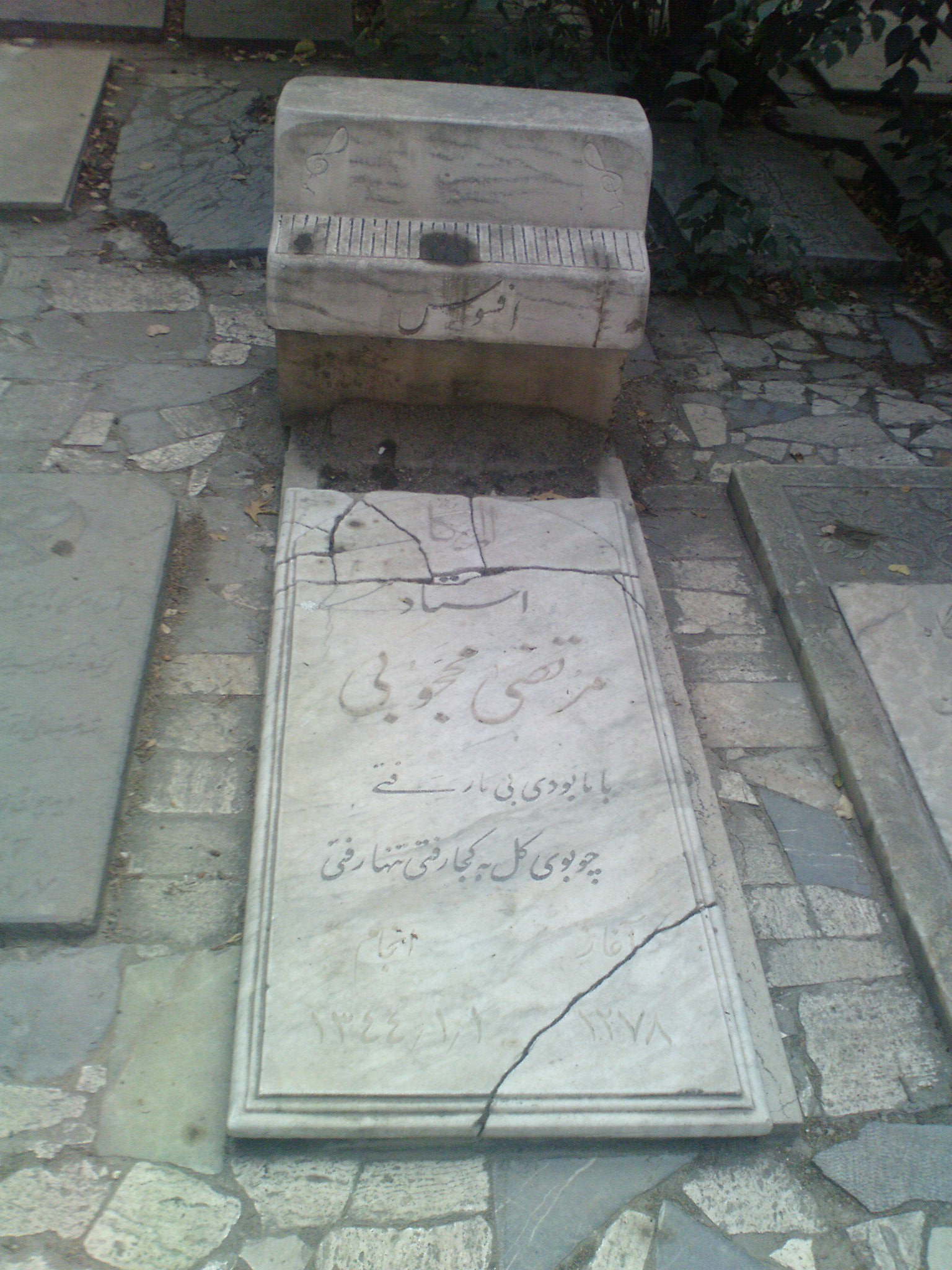
آرامگاه وی در گورستان ظهیرالدوله، که به دلیل بی‌توجهی رو به تخریب است.

مرتضی‌خان محجوبی ۱ فروردین ۱۳۴۴ در ۶۶ سالگی در گذشت. پیکر وی در گورستان ظهیرالدوله به خاک سپرده شد. بنابر وصیت وی، اکبر گلپایگانی پس از خاکسپاری بر مزارش آواز خواند.

## نوازندگی و آهنگسازی

### سبک نوازندگی
او را در نوازندگی پیانو، یک نابغه دانسته‌اند چراکه با وجود این که کوک‌کردن پیانو مدت زمانی وقت می‌گیرد ولی مرتضی‌خان به هر پیانویی در هر محفلی می‌رسید در یک چشم بهم‌زدن آن را کوک می‌کرد و سپس شروع به نواختن می‌کرد. وی از جمله نخستین نوازندگانی بود که به دعوت کمیسیون موسیقی رادیو در هنگام افتتاح رادیو به جمع نوازندگان پیوست و به سرپرستی دستهٔ دوم ارکستر رادیو منصوب شد. مرتضی خان سال‌ها تکنواز پیانو در برنامه گل‌ها بود.

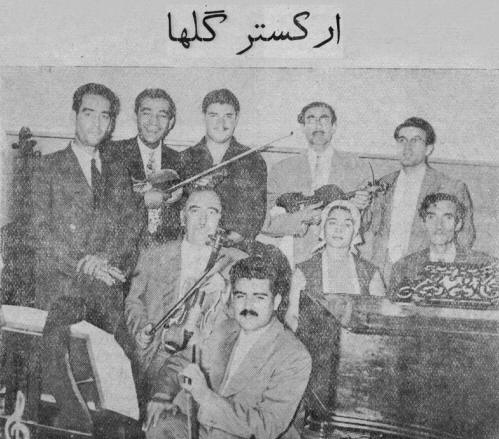
مرتضی محجوبی (نشسته در سمت راست) در ارکستر گُل‌ها

منصور یاحقی در این زمینه می‌گوید: تمام سازها را که من گوش می‌کردم، آنطور که باید میزان کوک باشند متأسفانه کوک نیستند. فقط یک نفر را دیدم که استاد بزرگی بود در موسیقی ایران، آن هم آقای مرتضی محجوبی بود که در کوک قیامت بود، یعنی از نظر سلفژ و صداشناسی وقتی پیانو را کوک می‌کرد، برای تمام موزیسین‌ها درس بود.
پیانوی مرتضی محجوبی همراه با آواز بنان از نمونه‌های عالی موسیقی آوازی ایران است، زیرا صدای غلامحسین بنان دارای حالت و کیفیتی خاص بود که پیانوی مرتضی‌خان نیز همان حال و هوا را داشت به‌ویژه اگر اشعار آواز هم از رهی معیری می‌بود.
فریدون مشیری شعری در اینباره سروده‌است:
| یاد باد آن همدلی، آن همدمی، آن همرهی |  | ساز محجوبی و آواز بنان، شعر رهی |

### آهنگسازی
مرتضی محجوبی بیست تصنیف برای برنامهٔ گل‌ها ساخته‌است که آن‌ها را می‌توان از بهترین و زیباترین و دلکش‌ترین تصنیفهای خالص ایرانی دانست. شعر بیشتر ترانه‌های مرتضی محجوبی را رهی معیری سروده‌است.
برخی از آثار مرتضی محجوبی:
1. ترانه‌ای به نام اشک و آه در آواز ابوعطا با شعر رهی معیری، «دارم غم جانکاهی، شب‌های سیاهی دور از رخ ماهی»
2. ترانه‌ای به نام کاروان در آواز دشتی با شعر رهی معیری، «همه شب نالم چون نی، که غمی دارم»
3. ترانه‌ای به نام از روز ازل در دستگاه سه گاه با شعر رهی معیری، «من از روز ازل دیوانه بودم»
4. ترانه‌ای به نام نوای نی در آواز دشتی با شعر رهی معیری، «چنانم بانگ نی، آتش بر جان زد»
5. ترانه‌ای به نام بزم گدا در آواز افشاری با شعر اسماعیل نواب صفا، «دیشب که تو در خانهٔ ما آمده بودی»
6. ترانه‌ای به نام من بیدل ساقی در دستگاه سه گاه با شعر رهی معیری، «من بیدل ساقی به نگاهی مستم»
7. ترانه‌ای به نام امشب در آواز افشاری با شعر موید ثابتی، «جانا نداری خبر از حال ما امشب»
8. ترانه‌ای به نام چه شب‌ها در آواز دشتی با شعر اسماعیل نواب صفا، «چه شب‌ها، چه شب‌ها که از هجرت نخفتم»
9. ترانه‌ای به نام هجران در دستگاه سه گاه با شعر اسماعیل نواب صفا، «گفتم با تو شبی را به سر آرم نشد»
10. ترانه ای به نام عشق سوزان در دستگاه شور با شعر تورج نگهبان، «خدایا عشقی خواهم چون شراره سوزان»

تمام آثار بالا با صدای غلامحسین بنان خوانده شده‌اند.

### در نگاه دیگران
غلامحسین بنان از وی به نام «مرتضی پیانو» یاد می‌کند و در پاسخ گزارشگر، مرتضی محجوبی را بهترین نوازنده موسیقی ایران می‌نامد.
روح‌الله خالقی در این زمینه می‌گوید: «وی نوازندهٔ منحصربه‌فردی است که آوازها و نغمات ایرانی را به روش مطلوب و با شیوهٔ دلپسند در روی پیانو می‌زند. وقتی نوای سازش از بلندگوی رادیو شنیده می‌شود، بی‌اختیار همهٔ شیفتگان موسیقی ایرانی را مجذوب می‌کند.

## میراث

### ثبت ملی نت‌نویسی مرتضی محجوبی
شیوه نت‌نویسی مرتضی محجوبی که شیوه‌ای کاملاً ایرانی است به همت پویان آزاده به عنوان میراث ملی و معنوی ایران به ثبت ملی رسید. پویان آزاده در گفتگو با خبرنگار پایگاه اطلاع‌رسانی موسیقی ایران در این‌باره می‌گوید:
«شیوه نت‌نویسی پیانو ایرانی مرتضی‌خان محجوبی توسط خانواده مرحوم آذرمیدخت ملک‌منصور ملقب به خانم رکنی که به روایتی بهترین شاگرد استاد محجوبی بوده به‌طور محضری در اختیار من قرار گرفت. این نت‌نویسی تماماً ایرانی است و با نت‌نویسی غربی کاملاً تفاوت دارد. در این شیوه، نوشتن از راست به چپ صورت می‌گیرد و هیچ خط حاملی وجود ندارد، تمام علائم نیز مشخص شده‌است.»

### برگردان دست‌نوشته‌های مرتضی محجوبی به خط موسیقی بین‌المللی
دست‌نوشته‌های مرتضی محجوبی برای اولین بار توسط بهار برخوردار پژوهشگر موسیقی به خط نت موسیقی بین‌المللی برگردانده شده و در تابستان ۱۳۹۷ در قالب کتاب «ردیف پیانو استاد مرتضی محجوبی» توسط انتشارات هنر و فرهنگ منتشر گردید.